# Stanisław Przespolewski
Stanisław Kajetan Przespolewski (ur. 8 kwietnia 1910 w Warszawie, zm. 1989 w Bredzie) – polski malarz, czynny w Szkocji, Anglii I Holandii.

## Życiorys
Studia artystyczne odbył w Akademii Sztuk Pięknych w Krakowie w roku 1931 u Stefana Filipkiewicza a w roku 1932 u Władysława Jarockiego.
Kontynuował studia w Szkole Rzemiosła Artystycznego (Kunstgewerbeschule) w Wiedniu, następnie w Paryżu i w Poznaniu.
Po wybuchu II wojny światowej Przespolewski przez Francję przedostał się do Wielkiej Brytanii i został żołnierzem Polskich Sił Zbrojnych na Zachodzie w Biggar, South Lanarkshire (Szkocja). Spotkał tam malarza Józefa Sękalskiego. Korzystając z pracowni udostępnionej przez niego i Robertę Howards w St Andrews namalował szereg portretów, aktów, martwych natur i krajobrazów. Od roku 1944 walczył w szeregach 1 Dywizji Pancernej. Przebył szlak bojowy od Normandii zakończony w Wilhelmshaven w maju 1945.
W roku 1949 poślubił belgijsko-holenderską malarkę Jeanne Prisse (1921–2008) i zamieszkał w Salford w hrabstwie Wielki Manchester, gdzie zajął się projektowaniem ceramiki. Później przeniósł się do Ulvenhout w Holandii, gdzie stworzył własną pracownię malarską i prowadził kursy malarstwa dla małych grup uczniów.
Trzy rysunki portretowe żołnierzy polskich z roku 1943 znalazły się w zbiorach Rijksmuseum w Amsterdamie.

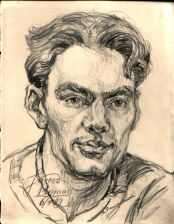
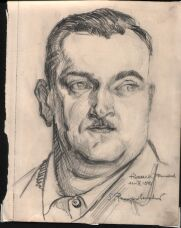
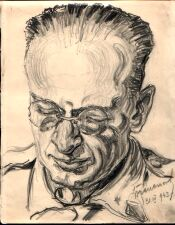